# Halenia pringlei
Halenia pringlei är en gentianaväxtart som beskrevs av Robinson och Seaton. Halenia pringlei ingår i släktet Halenia och familjen gentianaväxter. Inga underarter finns listade i Catalogue of Life.